# Luttenwang
Luttenwang ist ein Gemeindeteil der Gemeinde Adelshofen im oberbayerischen Landkreis Fürstenfeldbruck. Am 1. Mai 1978 wurde die bisher selbständige Gemeinde Luttenwang zu Adelshofen eingegliedert.
Das Kirchdorf liegt circa eineinhalb Kilometer nördlich von Adelshofen an der Kreisstraße FFB 3.

## Geschichte
Im Jahr 858 wird er Edle „Fridaloh von Liuttinuuanc“ bei einem Gütertausch des Bischofs von Freising genannt.
Im Jahr 1752 war das Kloster Wessobrunn der größte Grundherr im Ort.

## Baudenkmäler
Siehe auch: Liste der Baudenkmäler in Luttenwang
- Katholische Filialkirche und ehemalige Wallfahrtskirche Mariä Himmelfahrt

## Bodendenkmäler
Siehe: Liste der Bodendenkmäler in Adelshofen (Oberbayern)